# Jan van Bijlert
Jan Hermansz van Bijlert (Utrecht, c. 1597 – Utrecht, 13 de novembre de 1671) va ser un pintor barroc neerlandès relacionat amb l'escola caravaggista de Utrecht.

## Biografia
Jan van Bijlert va néixer a Utrecht, sent fill d'un pintor especialitzat en la pintura sobre cristall, amb qui va poder iniciar-se en l'ofici. Va completar la seva formació com a pintor cap a 1616 en el taller del manierista Abraham Bloemaert. De 1620 a 1624 va realitzar el seu Grand Tour viatjant per França i Itàlia. El 1621, trobant-se a Roma, va ser un dels membres fundadors del grup de pintors nòrdics residents a la ciutat papal conegut com els Bentvueghels. El 1625, de retorn a Holanda, va contreure matrimoni a Amsterdam. Establert a la seva ciutat natal, de la qual ja no es va moure fins a la seva mort, el mateix any del seu matrimoni es va incorporar a la «schutterij» o milícia cívica. El 1630 va ingressar a l'església Reformada i el 1634 a la germanor de l'hospital de Sant Job, del que va ser regent el 1642 i 1643.
El seu estil, al primer moment d'un acusat caravaggismo, evident en la primera de les seves obres signades, el Sant Sebastià atès per santa Irene (1624) i en l'elecció dels seus motius inicials, freqüentment protagonitzats per músics i gent de tropa, va anar evolucionant cap a fórmules d'un major classicisme.

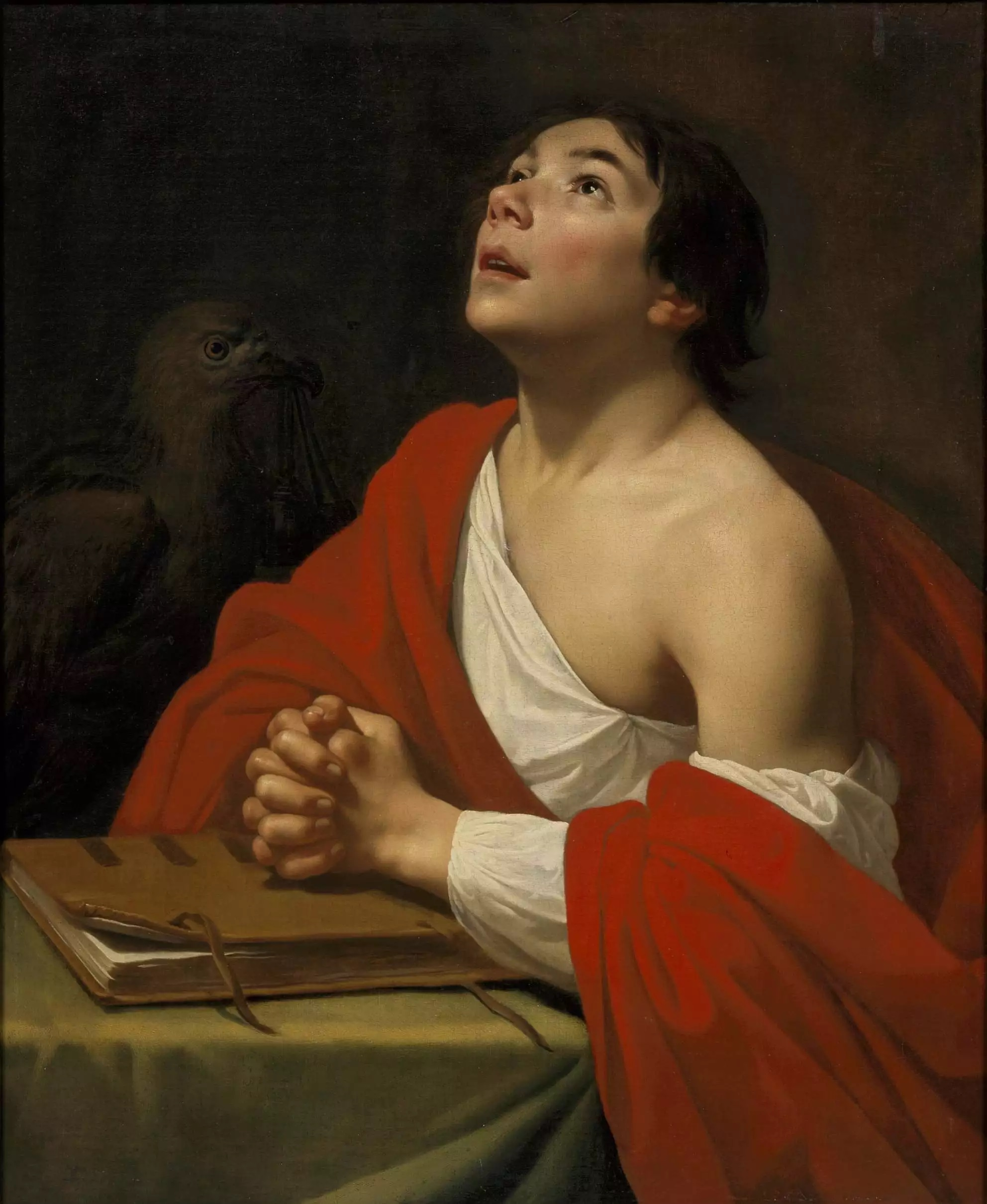
Sant Joan Evangelista, oli sobre llenç, 94,3 x 77,6 cm, Utrecht, Centraal Museum.